# La Visitation de Carmignano
Pour les articles homonymes, voir Visitation.
La Visitation — dite de Carmignano — est une peinture à l'huile sur bois (202 × 156 cm) du Pontormo, datant entre 1528 et 1530 et conservée en l'église prévôtale (prepositura) Saints-Michel-et-François de Carmignano (province de Prato). 

## Histoire
Cette œuvre — qui n'est pas citée par Vasari dans son Le Vite de' più eccellenti architetti, pittori et scultori italiani, da Cimabue insino a' tempi nostri — est attribuée au Pontormo et située à une époque postérieure aux travaux de la chapelle Capponi de l'église Santa Felicita de Florence, à cause des mêmes trouvailles stylistiques que les tableaux de cette période. Ce retable était destiné à l'autel de la chapelle de la famille Pinadori et il est demeuré presque toujours dans cette même église.
Il en existe un dessin préparatoire qui se trouve au cabinet des dessins et des estampes de la galerie des Offices, quadrillé afin d'en reporter les proportions sur la préparation du panneau.
L'artiste américain Bill Viola s'en est inspiré pour sa vidéo The Greeting (1995), présentée dans une salle voisine de l'église.
L'œuvre a été présentée à l'exposition Pontormo e Rosso Fiorentino: divergenti vie della maniera qui s'est déroulée au palazzo Strozzi de Florence en 2014.  
Elle a également été présentée lors de l'exposition Pontormo: Miraculous Encounters de la Morgan Library and Museum à New York entre septembre 2018 et janvier 2019.

## Description et style
Ce tableau décrit la scène du Nouveau Testament de la Visitation de la Vierge Marie à sa cousine Élisabeth, telle qu'elle est rapportée par l'Évangile selon saint Luc ; la scène maniériste est transposée dans une rue citadine dont on distingue quelques édifices qui ne sont pas à l'échelle de la représentation du premier plan (au moins pour la partie gauche). L'artiste a ajouté deux personnages féminins en arrière : une femme âgée et une femme jeune, spectatrices de l'embrassade de Marie et d'Élisabeth, présentées de profil, alors que les deux femmes du fond, comme personnages doubles, se présentent de face de manière contemplative. Cette composition marque une légère diagonale de deux couples, l'un en mouvement empreint de grande émotion et l'autre fixe, ce qui donne une grande spiritualité à l'ensemble. La femme plus âgée fixe des yeux le spectateur de la toile, tandis que la jeune femme soutient un regard plus vague. Les quatre personnages du tableau forment comme quatre piliers en une sorte de parallélépipède aux couleurs extrêmement intenses : vert brillant, rose et orange. La composition est particulièrement originale avec l'extension des bras et la longueur des étoffes aux lignes arquées des plis qui sont de grande élégance et qui amplifient les volumes.
L'âne souriant qui débouche du coin de la place serait l'illustration du verset biblique Zacharie 9,9 : « Sois transportée d’allégresse, fille de Sion ! Pousse des cris de joie, fille de Jérusalem ! Voici, ton roi vient à toi [...] il est humble et monté sur un âne [...] ».

## Illustrations

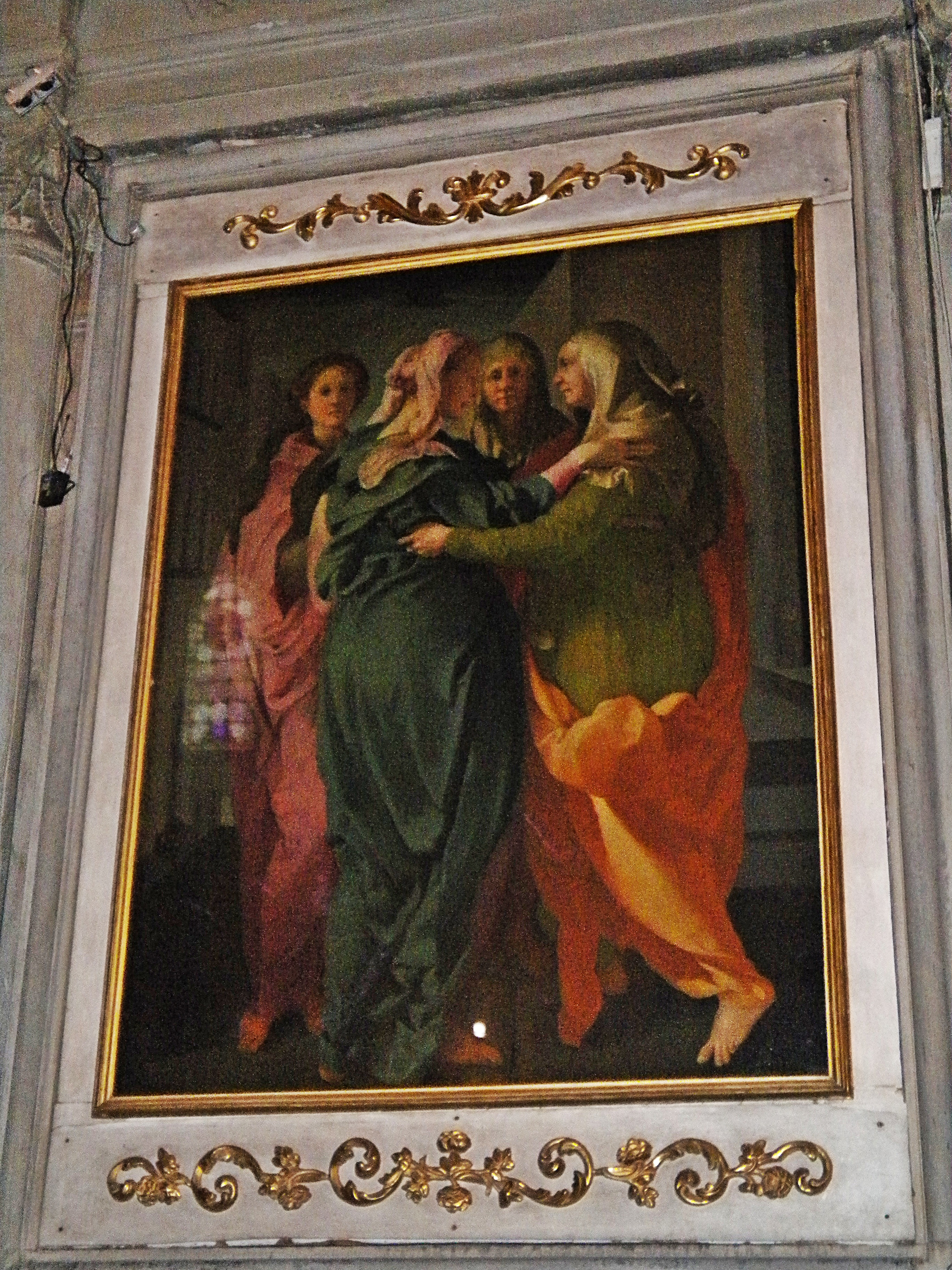
Vue du tableau dans l'église
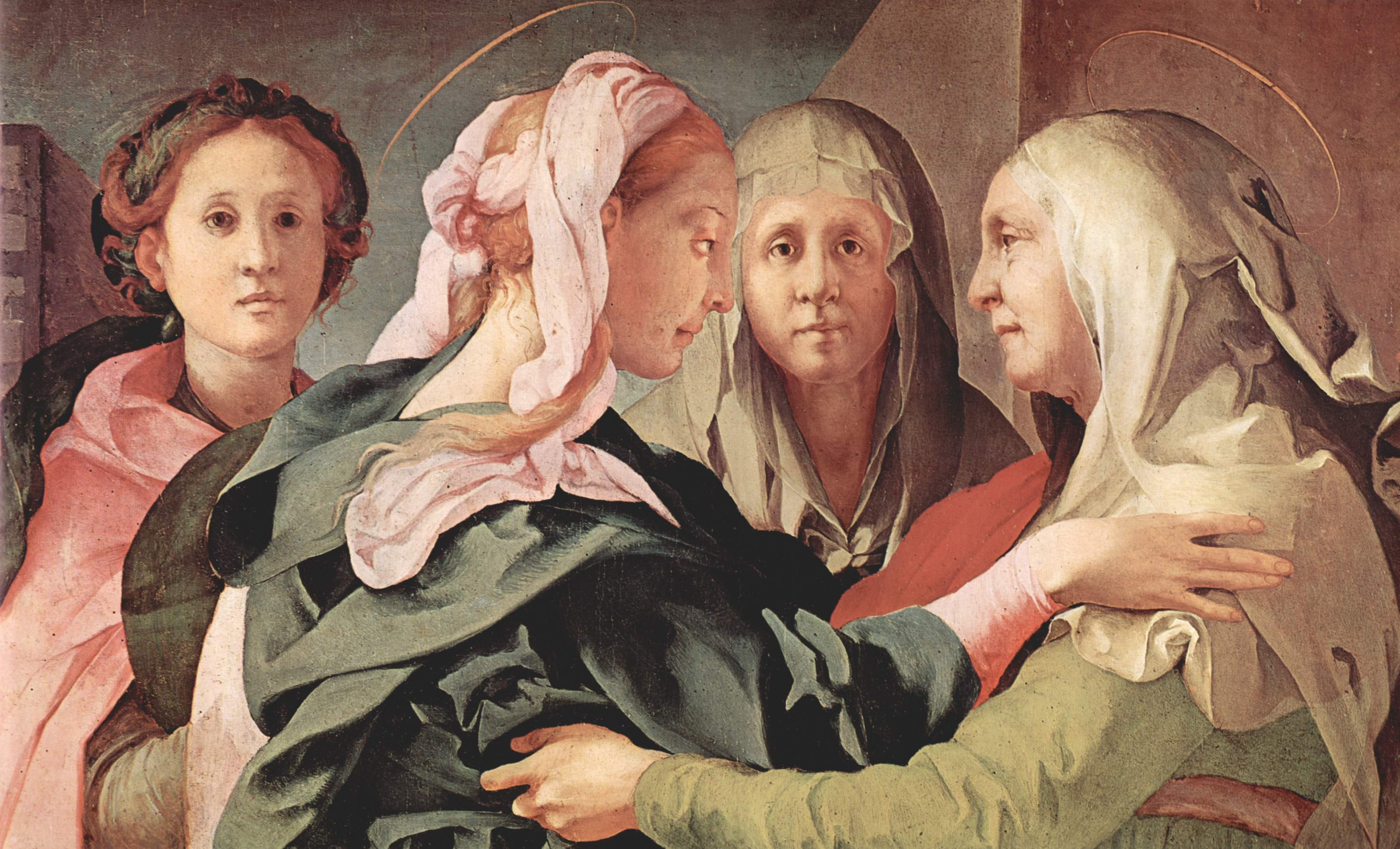
Détail
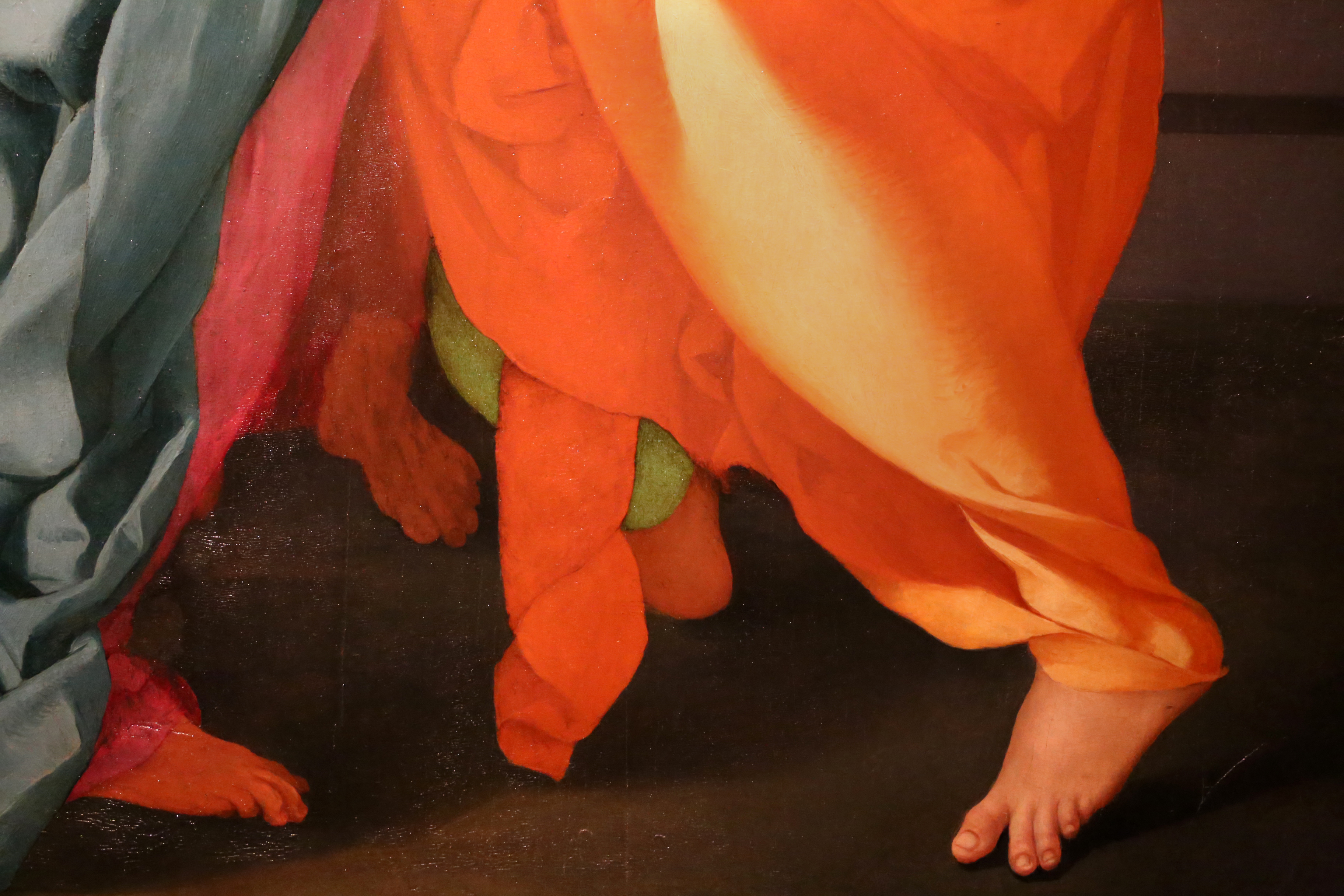
Détail
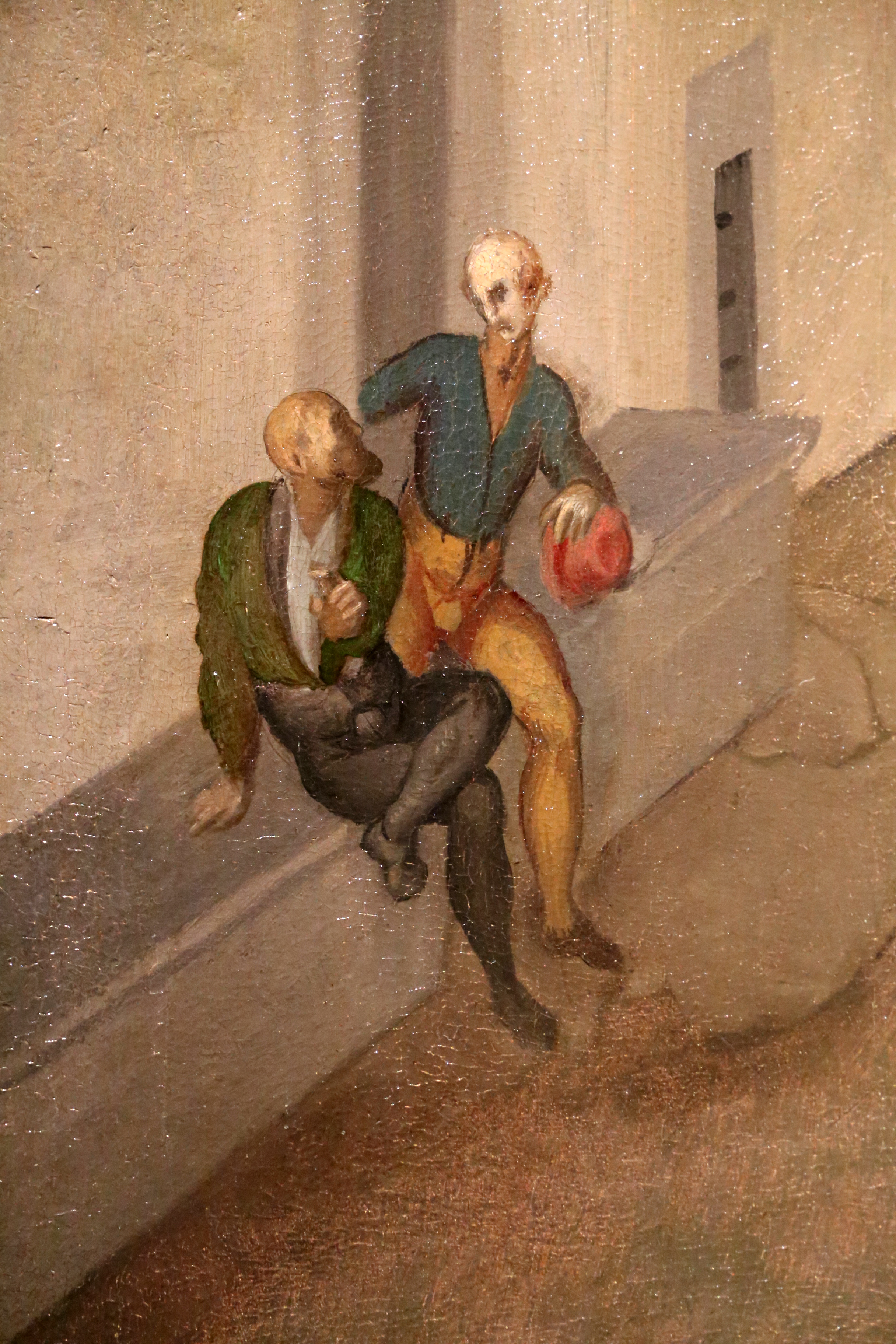
Détail (les deux figures)
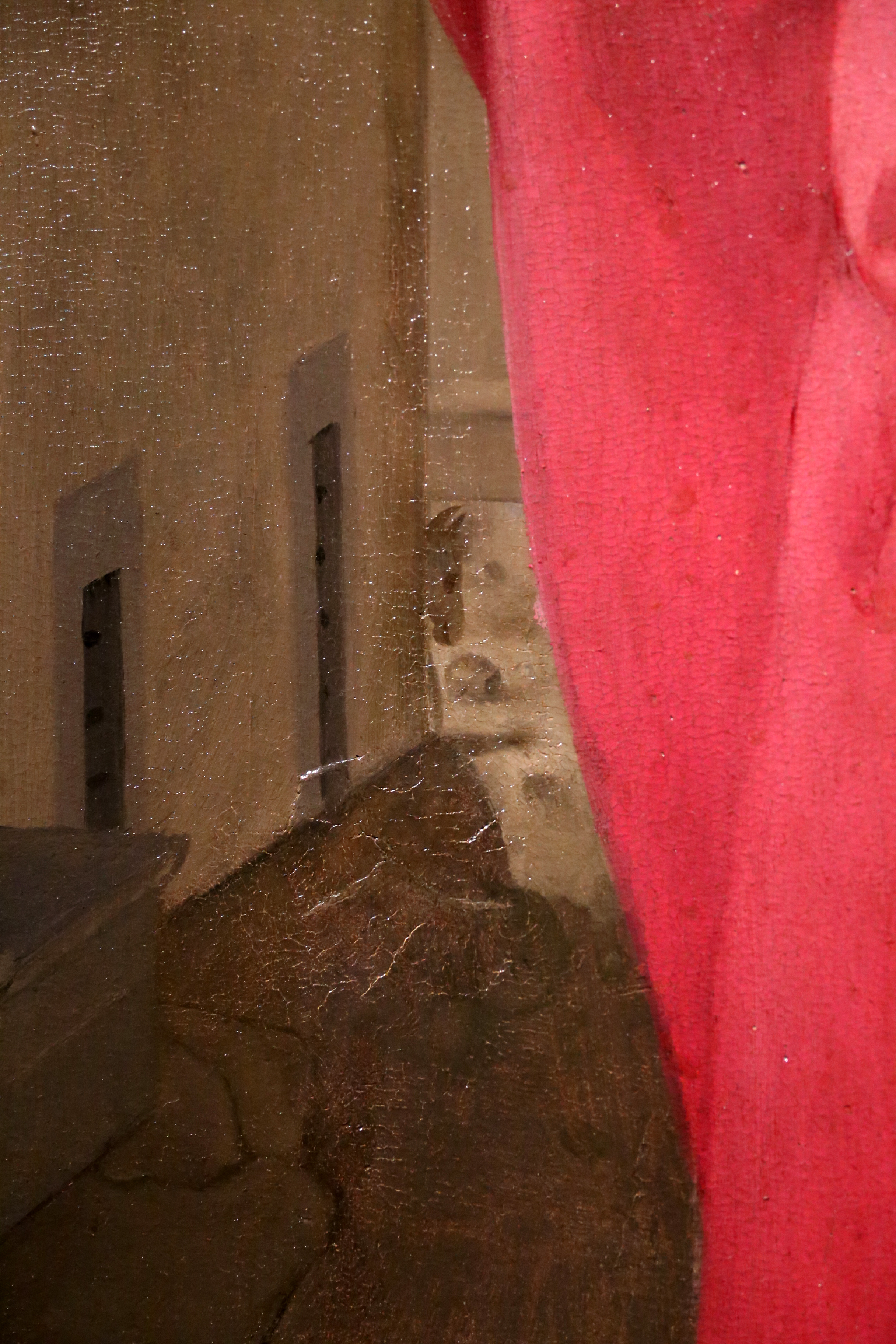
Détail (l'âne)
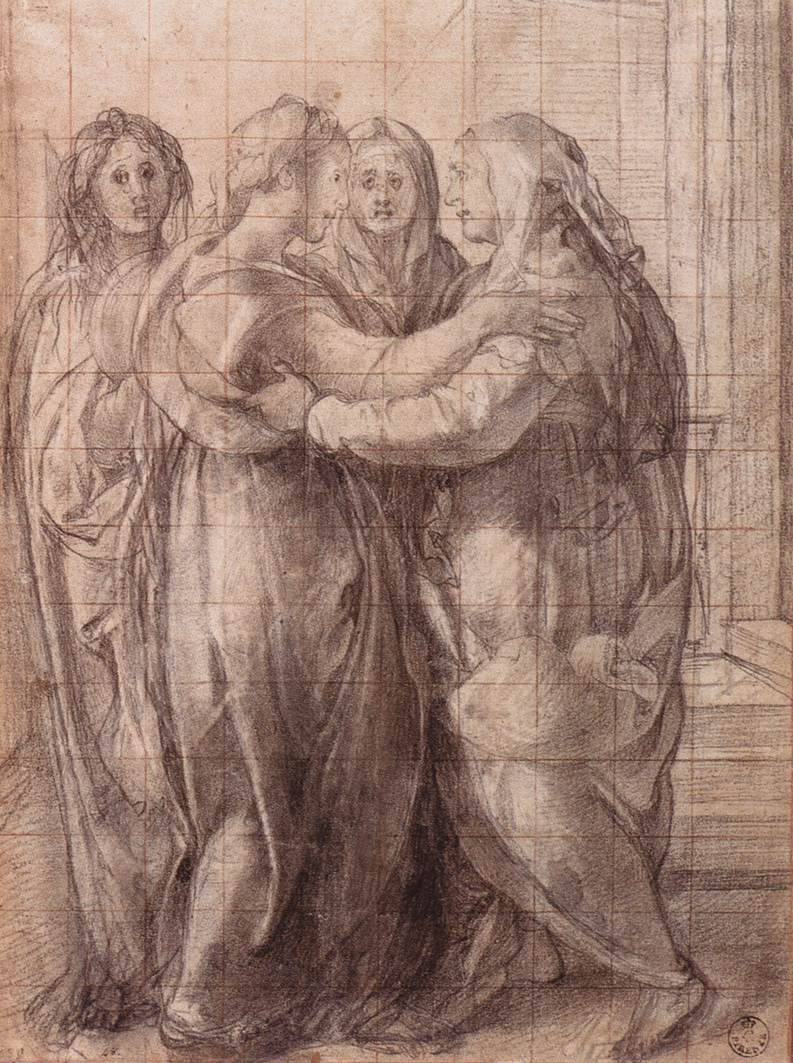
Dessin préparatoire

## Postérité
Le tableau fait partie du musée imaginaire de l'historien français Paul Veyne, qui le décrit dans son ouvrage justement intitulé Mon musée imaginaire.

## Autres représentations
- La Visitation (1503) : gravure sur bois d'Albrecht Dürer.